# Грусятицька сільська рада
| Грусятицька сільська рада — орган місцевого самоврядування у Жидачівському районі Львівської області з адміністративним центром у с. Грусятичі. Історична дата утворення: в 1939 році. Водоймища на території, підпорядкованій даній раді: річка Струга. Сільській раді підпорядковані населені пункти: - с. Грусятичі - с. Ліщини |

## Склад ради
Рада складається з 16 депутатів та голови.

### Керівний склад ради
| ПІБ                         | Основні відомості                                                 | Дата обрання | Дата звільнення |
| --------------------------- | ----------------------------------------------------------------- | ------------ | --------------- |
| Гавінський Олег Миколайович | Сільський голова, 1970 року народження, освіта, безпартійний      | 26.03.2006   | 31.10.2010      |
| Гавінський Олег Миколайович | Сільський голова, 1970 року народження, освіта вища, безпартійний | 31.10.2010   |                 |

Примітка: таблиця складена за даними джерела